# Big Whiteshell Lake
Big Whiteshell Lake är en sjö i Kanada.   Den ligger i provinsen Manitoba, i den sydöstra delen av landet, 1 600 km väster om huvudstaden Ottawa. Big Whiteshell Lake ligger 308 meter över havet. Den ligger vid sjön Little Whiteshell Lake.
I omgivningarna runt Big Whiteshell Lake växer i huvudsak blandskog. Trakten runt Big Whiteshell Lake är nära nog obefolkad, med mindre än två invånare per kvadratkilometer.